# 布鲁斯瓦勒
布鲁斯瓦勒（法語：Brousseval，法語發音：[bʁusval]）是法国上马恩省的一个市镇，属于圣迪济耶区。

## 地理
布鲁斯瓦勒（48°29'28"N, 4°58'1"E）面积6.01 平方千米，位于法国大東部大區上马恩省，该省份为法国东北部内陆省份，北起马恩省和默兹省，西接奥布省，西南接科多尔省，东南接上索恩省，东临孚日省。
与布鲁斯瓦勒接壤的市镇（或旧市镇、城区）包括：马尼厄、布莱斯河畔蒙特勒伊、瓦勒雷、布莱斯河畔沃、瓦西。

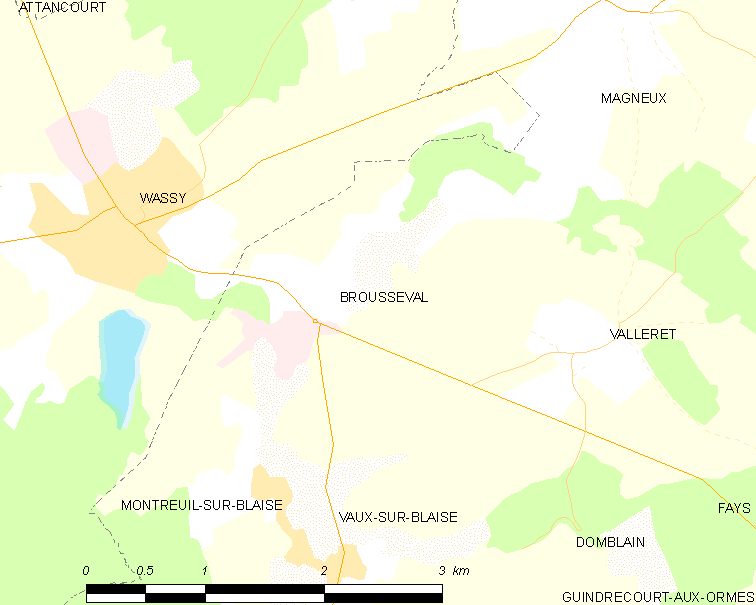
布鲁斯瓦勒的OSM定位图

布鲁斯瓦勒的时区为UTC+01:00、UTC+02:00（夏令时）。

## 行政
布鲁斯瓦勒的邮政编码为52130，INSEE市镇编码为52079。

## 政治
布鲁斯瓦勒所属的省级选区为瓦西县。

## 人口

1962-2008年间布鲁斯瓦勒人口变化图示

布鲁斯瓦勒于2022年1月1日时的人口数量为625人。